# Paradelphomyia (Oxyrhiza) issikina
Paradelphomyia (Oxyrhiza) issikina is een tweevleugelige uit de familie steltmuggen (Limoniidae). De soort komt voor in het Oriëntaals gebied.